# Gladys Marín
Gladys del Carmen Marín Millie (Curepto, 18 luglio 1937 – Santiago del Cile, 6 marzo 2005) è stata una politica cilena.
Figlia di un contadino e di una maestra, a causa della povertà dei suoi genitori fu costretta a trasferirsi varie volte nella giovinezza. Passò l'infanzia tra Curepto, Sarmiento, Talagante e Santiago: qui conobbe il suo futuro marito (Jorge Muñoz Poutays) e qui cominciò la sua carriera politica, venendo eletta deputato nel 1965 tra le file del Partito Comunista del Cile.
Confermata nel 1970, a seguito del golpe del 1973 realizzato da Augusto Pinochet perse il marito che divenne un desaparecido (ancor oggi non è stato ritrovato: è quindi abbastanza probabile che sia stato ucciso); nel 1976 fu costretta all'esilio ma tornò in patria due anni dopo nel tentativo di creare un fronte unico d'opposizione di sinistra al regime.
Dopo il ritorno alla democrazia, nel 1994 divenne segretaria nazionale del Partito Comunista del Cile. Nel 1997 tentò di ottenere un seggio al Senato, ma fu sconfitta nonostante l'elevatissimo numero di consensi ottenuti. L'anno seguente firmò un documento in cui accusò Pinochet di genocidio, sequestro di persona e violazione dei diritti umani: fu la prima persona cilena a farlo pubblicamente.
Nel 1999 si candidò alle elezioni presidenziali: al primo turno ottenne il 3,19% dei voti e al ballottaggio si schierò con il socialista Ricardo Lagos. Colpita da un tumore al cervello, andò a farsi curare a Cuba e in Svezia senza tuttavia riuscire a migliorare la sua situazione. Morì nel 2005 e al suo funerale partecipò circa un milione di persone.